# San Domenico (Perugia)

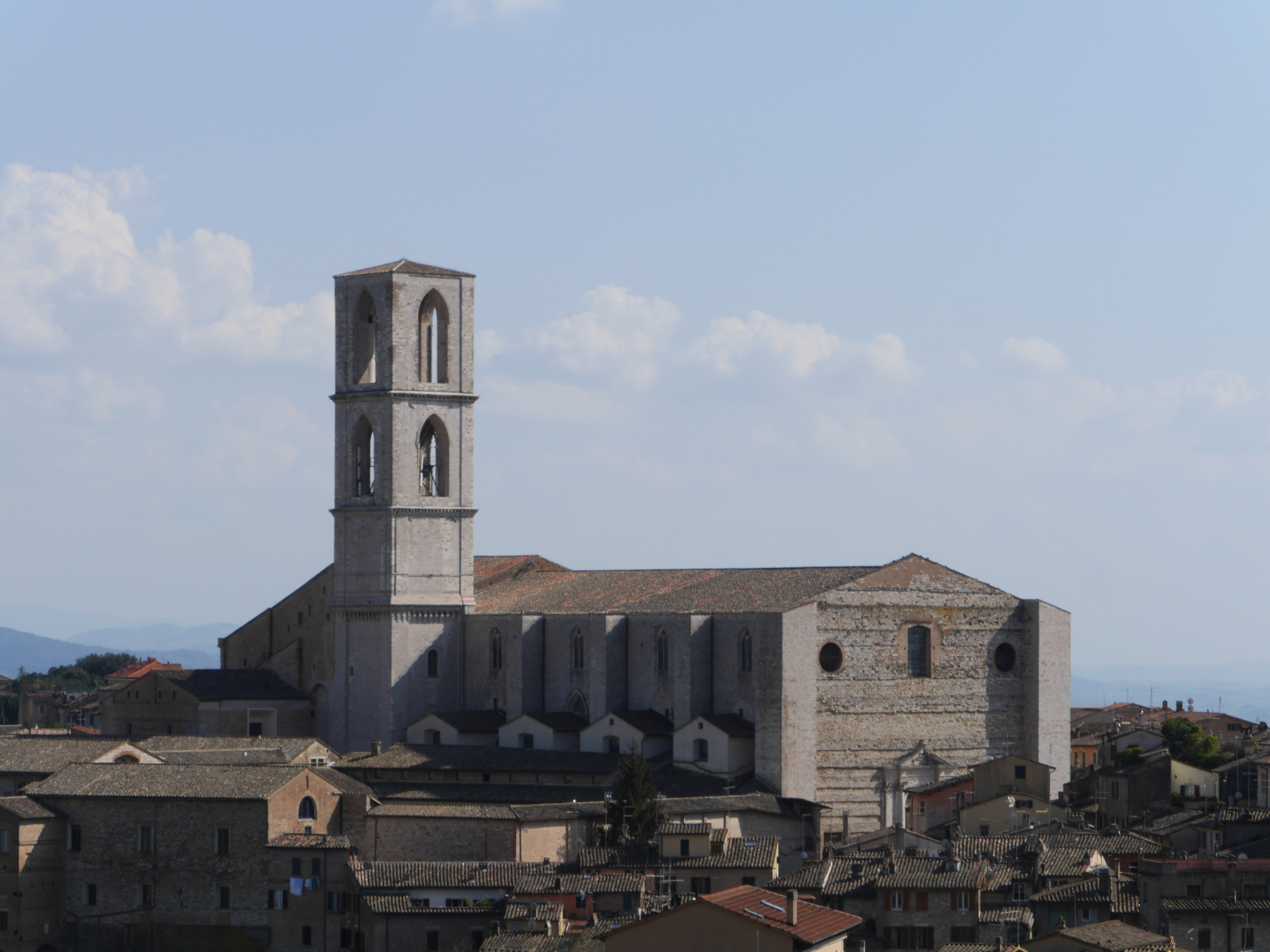
Ansicht San Domenico, Perugia

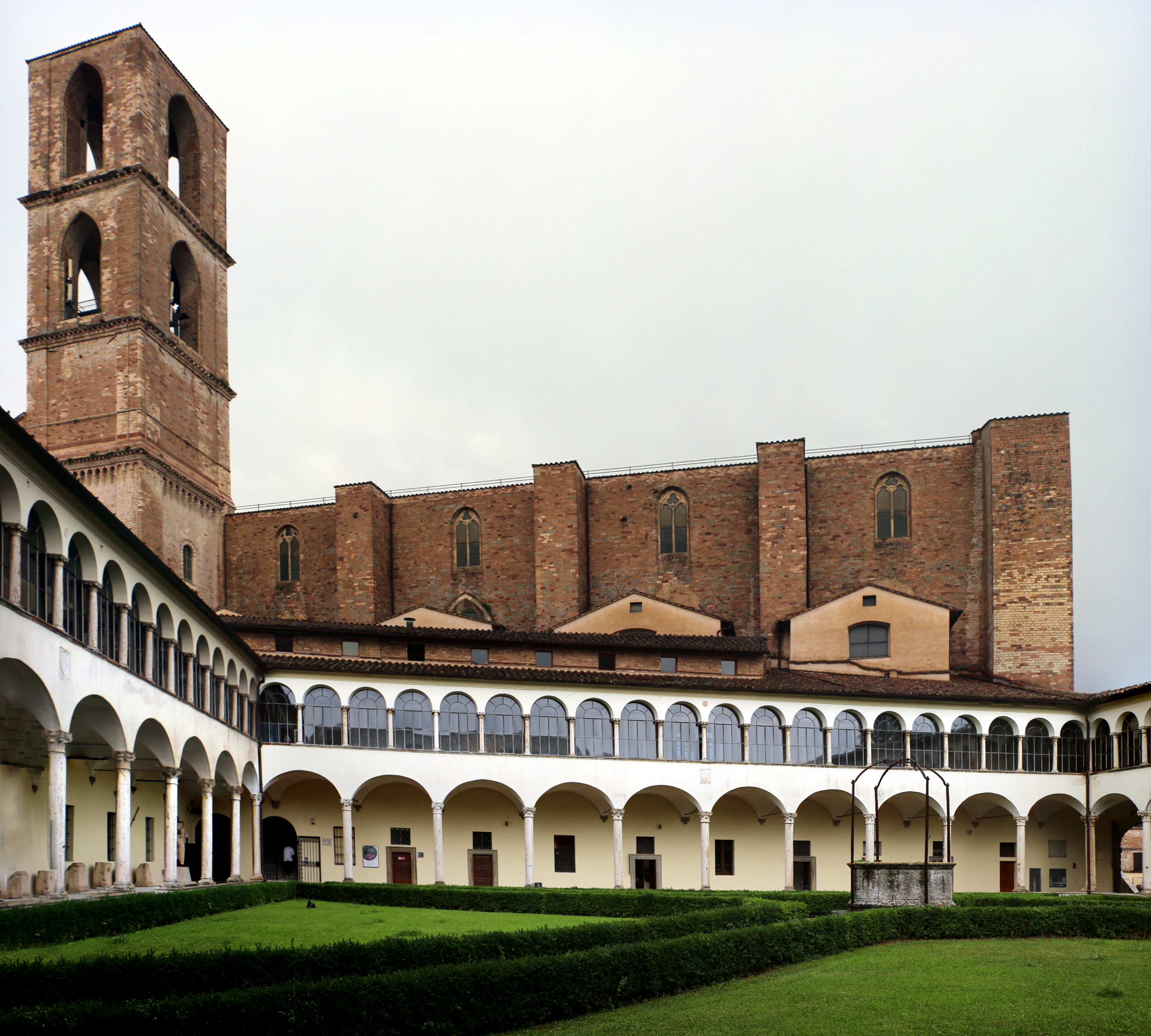
Der Kreuzgang von San Domenico, 1455 – 1579

San Domenico ist eine Kirche in der umbrischen Stadt Perugia mit dem Titel einer Basilica minor. 

## Architektur
1304 wurde den Dominikanern eine kleine Pfarrkirche im Südwesten der Stadt, unter- und außerhalb des mittelalterlichen Mauerrings geschenkt. Der Orden errichtete eine neue, mächtige, dreischiffige Hallenkirche, die erst im 15. Jahrhundert (Weihe 1459) vollendet werden konnte. Über ihre Gestalt können wir uns ein Bild machen durch einen Vergleich mit der rund ein Jahrhundert später entstandenen Domkirche, die wesentliche Züge der Bettelordenskirche übernommen hatte. An diesem Vorgang wird deutlich, welchen Einfluss die eigentlich nordeuropäische Form der Hallenkirche im 14. Jahrhundert auf dem Weg über die Architektur der Bettelorden auf die Baukunst Italiens nahm.
Das weit gespannte Mittelschiff des mittelalterlichen Baus stürzte 1614 ein, daher ist die Kirche in ihrer heutigen Form ein Werk der Neuzeit. Nur die Außenmauern blieben vom gotischen Bau, sie ragen weit über die Höhe der barocken Gewölbe hinaus. Carlo Maderno, der Architekt des Langhauses von St. Peter in Rom schuf einen weitgehenden Neubau (geweiht 1632) mit einem unbelichteten, unmittelbar über den Arkaden ansetzenden Tonnengewölbe im Mittelschiff. 
Der fein gegliederte, noch original erhaltene Renaissance-Kreuzgang (1455–1579) bildet einen bemerkenswerten Kontrast zu den massigen Formen der dahinter aufragenden Kirche.

## Ausstattung
San Domenico besitzt in dem etwas erhöhten Chor eines der größten gotischen Fenster der Kunstgeschichte. Es ist stilistisch uneinheitlich, untere Teile entstanden 1411, Partien darüber nach 1459. Zudem ist der Erhaltungszustand schlecht, wiederholt wurde ergänzt und restauriert, vor allem in den Jahren nach 1867. 
Auf einem Fresko des 15. Jahrhunderts aus der Priorenkapelle des Priorenpalastes von Benedetto Bonfigli ist in der Mitte dieses große Chor-Fenster von S. Domenico im Unterschied zu den übrigen, wesentlich kleineren Kirchenfenstern zu sehen.
Vom gotischen Bau blieben darüber hinaus Seiten- und Querhauskapellen erhalten.
Die Rosenkranzkapelle am 4. Joch des rechten Seitenschiffs schmückte Agostino di Duccio 1459 eine Altarwand aus Stein und Terracotta. Die folgende Kapelle im Winkel zwischen Lang- und Querhaus enthält das Grabmal des Guglielmo Pontano von 1555, seine Liegefiguren gehen auf das Vorbild etruskischer Sarkophage zurück. Die erste Querschiffkapelle rechts zeigt heute das Grabmal des Papstes Benedikt XI., der 1304 in Perugia starb. Stilistisch verwandt mit Skulpturen des Arnolfo di Cambio in Orvieto wird das Papstgrab neuerdings Lorenzo Maitani zugeschrieben. Obwohl aus Santo Stefano hierher übertragen, gehört es zu den besterhaltenen gotischen Wandgräbern des frühen 14. Jahrhunderts. Die 2. Querhauskapelle links außen ist dem Hl. Thomas von Aquin geweiht, sie beherbergt Fresken u. a. mit der Ermordung des Hl. Petrus Martyr und der Stigmatisierung der Hl. Elisabeth, beide in diesem Gotteshaus kanonisierte Heilige.

## Orgel

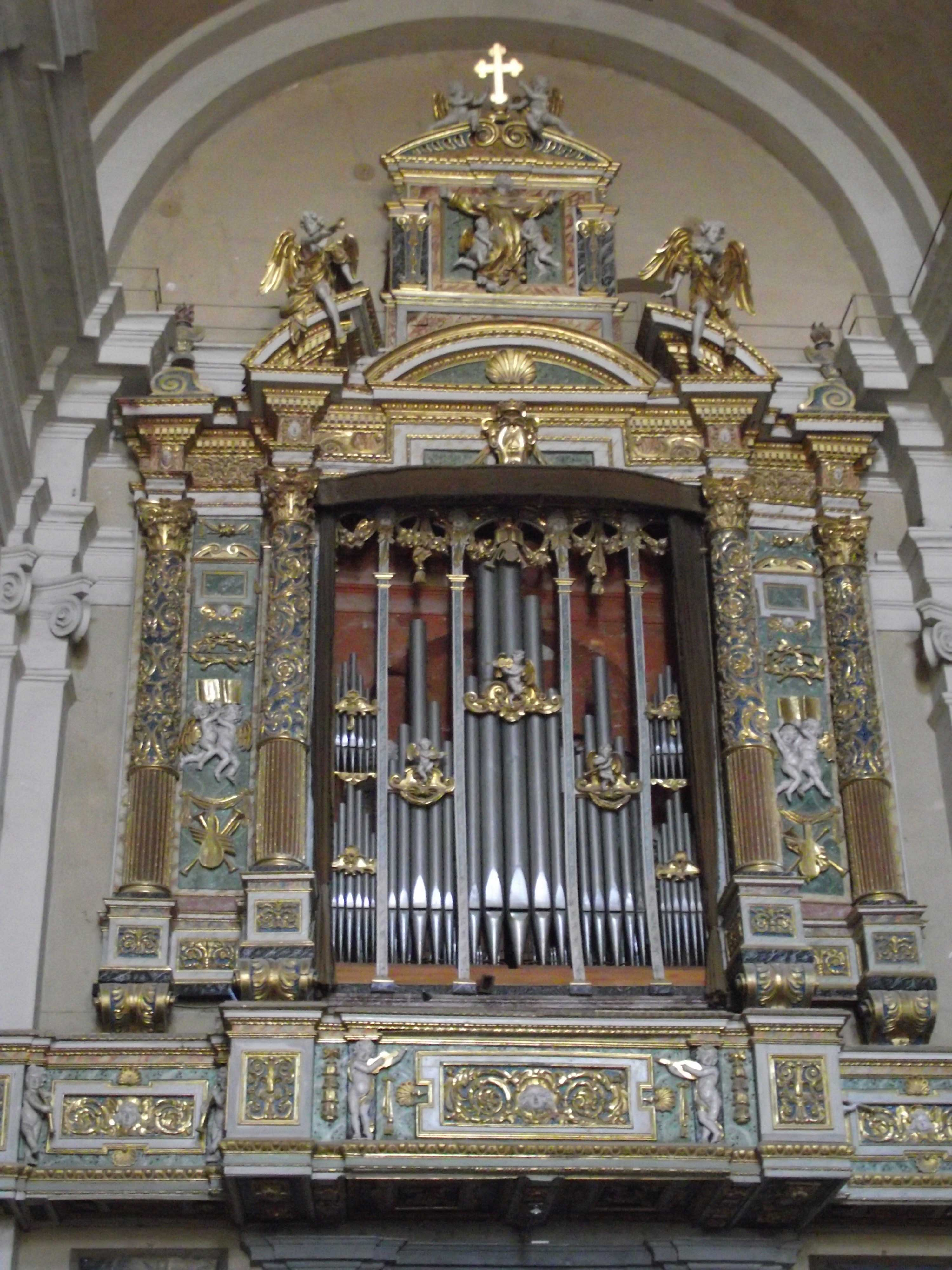
Barockorgel mit 22 Registern

Die Orgel geht im Kernbestand auf ein Instrument von Luca Neri (Leonessa) aus dem Jahr 1641 zurück. Im Jahr 1748 verschönerten Sallustio Lombardi und Ludovico Brochetti das Gehäuse. Umbauten erfolgten 1778 durch Tommaso Pagnini und 1870 durch Nicola Morettini. 1921 restaurierte Rodolfo Luna das Instrument. Verschiedene Arbeiten führte die Firma Morettini 1946 durch. Die Orgel verfügt über 22 Register, die auf einem Manual und Pedal verteilt sind:
| I Manual CD–d3        |       |
| Principale B/D        | 16′   |
| Principale B/D        | 8′    |
| Principale II D       | 8′    |
| Ottava                | 8′    |
| Flauto Traverso       | 8′    |
| Voce umana D          | 8′    |
| Flauto in ottava      | 4′    |
| Violetta D            | 4′    |
| Quintetto a Cuspide D | 2 ⁄3′ |
| Dodicesima            | 2 ⁄3′ |

| Fortsetzung     |        |
| Quindicesima    | 2′     |
| Decimino D      | 1 3⁄5′ |
| Diciannovesima  | 1 ⁄3′  |
| Ventiduesima    | 1′     |
| Ventinovesima   | 2⁄3′   |
| Ventiseisima    | 1⁄2′   |
| Corno inglese D | 16′    |
| Tromba          | 8′     |
| Bombardino B    | 4′     |

| Pedal CD–c0 |     |
| Controbassi | 16′ |
| Basso       | 8′  |
| Basso       | 4′  |

- Nebenregister: Timpano, Tremolante